# René Favaloro
René Gerónimo Favaloro (14 juli 1923 in La Plata; 29 juli 2000 in Buenos Aires) was een Argentijnse uitvinder, docent en hartchirurg die bekend stond om de ontwikkeling van een coronaire bypass met behulp van de grote vena saphena in 1967.

## Biografie
Hij studeerde geneeskunde aan de Universiteit van La Plata en werkte in het Policlínico Ziekenhuis, voordat hij naar Jacinto Aráuz verhuisde om tijdelijk de plaatselijke arts te vervangen.
Hij was de zoon van een timmerman en een naaister uit Argentinië en werkte tien jaar lang in verschillende Amerikaanse instellingen, waaronder de Cleveland Clinic, waar hij zich specialiseerde in thoraxchirurgie. In mei 1967 voerde hij in de Cleveland Clinic een succesvolle bypassoperatie uit op een 51-jarige patiënt met behulp van een vrij getransplanteerde beenader. Het jaar daarop rapporteerde hij meer dan 150 van deze operaties, en in 1970 meer dan 1000.
Favaloro keerde later terug naar zijn thuisland, waar hij onder zijn eigen naam een stichting voor cardiologie en chirurgie oprichtte. Door de economische crisis die in 1998 ontstond, raakte de stichting in de schulden voor meer dan 18 miljoen Amerikaanse dollars, waarna Favaloro op 77-jarige leeftijd zelfmoord pleegde. Zijn vrouw Maria A. Delgado overleed in 1998. Het huwelijk bleef kinderloos.
- CiNii: DA13471473
- Gemeinsame Normdatei: 1056384867
- International Standard Name Identifier: 0000 0001 1495 4612
- Library of Congress Control Number: n86012187
- Nationale bibliotheek van Australië: 36048153
- Nederlandse Thesaurus van Auteursnamen: 114615721
- Système universitaire de documentation: 189914149
- Trove: 1201277
- Virtual International Authority File: 94258659
- WorldCat: E39PBJkD7ybGjHr9pf4tmb9v73